# ヒッチバイクキャリア
ヒッチバイクキャリアとは、ヒッチメンバーを取り付けた自動車に取り付け出来る、ヒッチメンバーを活用しバイクを運搬できる道具の事である。バイクは、付属のラダーを使い楽に積載可能で、積載後は専用ボルトでラダーも一緒に積載する事が出来る。鉄製の物も有りるが本体が重い為、アルミ製のヒッチバイクキャリアが人気である。